# Francisco Javier Rodríguez Rodríguez
Francisco Javier Rodríguez Rodríguez (Madrid, 21 de octubre de 1943) es un político, médico y docente español. Licenciado y doctorado en medicina y cirugía. Especialista en medicina interna y nefrología.

## Carrera profesional
Actualmente es el Jefe de la Unidad de Hipertensión del Hospital General Universitario Gregorio Marañón y fue vicedecano de dicho hospital en la Facultad de Medicina de la Universidad Complutense de Madrid, donde también es catedrático de Patología General.

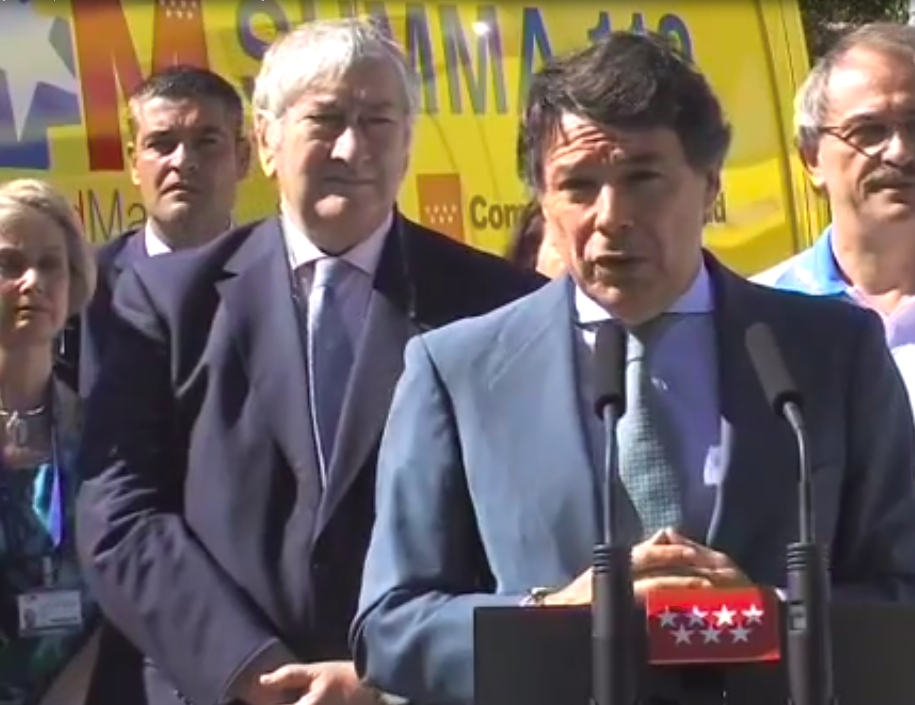
Junto al presidente de la Comunidad de Madrid Ignacio González, durante la presentación de unas UVI móviles del SUMMA 112.

Presidente del Partido Popular de Las Rozas, fue concejal de su ayuntamiento entre 1983 y 1998. Fue consejero de Telemadrid entre 1995 y 2001. Es desde 1987 diputado de la Asamblea de Madrid. En el Partido Popular es miembro de la Junta del Partido en Madrid, de las Comisiones Regional y Nacional del Partido Popular. Fue nombrado consejero de Sanidad de la Comunidad de Madrid el 27 de enero de 2014 como sucesor de Javier Fernández-Lasquetty —que dimitió en lo que se interpretó como una marcha atrás de un plan de privatización de la sanidad pública en la Comunidad de Madrid— y fue cesado del cargo el 4 de diciembre de 2014.
El consejero de Sanidad recibió en octubre de 2014 críticas por la gestión de la crisis del ébola y por unas declaraciones —incluso desde dentro de su propio partido— en las que responsabilizaba a la auxiliar de enfermería Teresa Romero de su contagio del Ebolavirus. Posteriormente ofreció disculpas en una misiva dirigida al cónyuge de la enferma de ébola. Fue destituido el 4 de diciembre de 2014 por el presidente de la Comunidad de Madrid Ignacio González, tras unas declaraciones en las que presumió sobre su gestión del ébola y sobre Teresa Romero, en el sentido de que no estaría hablando si él lo hubiese "hecho mal"; declaraciones que fueron reprobadas por el Portavoz del Gobierno de la Comunidad de Madrid, Salvador Victoria.